# Vlnovník jasanový
Vlnovník jasanový (Aceria fraxinivora) je roztoč poškozující rostliny jasanu sáním. Je těžko zaměnitelný pro tvorbu hálek a novotvarů na květenstvích. Vlnovník jasanový patří do nadčeledě vlnovníci (Eriophyoidea), řádu sametkovci (Prostigmata).

## EPPO kód
ERPHFR

## Synonyma patogena

### Vědecké názvy
Podle EPPO je pro patogena s označením vlnovník jasanový (Aceria fraxinivora) používáno více rozdílných názvů, například Eriophyes fraxini, Eriophyes fraxinivorus nebo Aceria fraxinivorus či Phytoptus fraxini.

## Popis
Vlnovník je červovitý čtyřnohý organismus, bezbarvý nebo oranžové až načervenalé barvy. Dospělci dorůstají velikosti 0,1 až 0,3 mm.

## Rozšíření
Evropa.

### Výskyt v Česku
Běžný druh.

## Hostitel
Rod jasan (Fraxinus).

## Příznaky
Listy mají na svrchní straně nápadné novotvary.

### Možnost záměny
Žádná.

## Význam
Nápadné novotvary. Poškození je nějak významné jedině v závodech na výrobu semen.

## Biologie
Přezimuje přímo na stromech v hálkách a trhlinách kůry. Při sání a dráždění květenství jasanu nebo jiných částí rostliny vznikají výrůstky.

## Ochrana rostlin
Není nutná.